# Qaraziadin
Qaraziadin, Qarah Ziya'eddīn o Qareh Zia' od Din, (farsi قره ضيادالدين) è il capoluogo dello shahrestān di Chaipareh, nell'Azarbaijan occidentale.